# Valky
Valky (tiếng Ukraina: Валки) là một thành phố của Ukraina. Thành phố này thuộc tỉnh Kharkiv. Thành phố này có diện tích ? km², dân số theo điều tra dân số năm 2001 là 10.381 người.